# Ronde van Frankrijk 2019/Achttiende etappe
De achttiende etappe van de Ronde van Frankrijk 2019 werd verreden op 25 juli in een etappe over 208 kilometer van Embrun naar Valloire. Het is de eerste van drie bergetappes in de Alpen van deze Tour de France. De renners beklommen de Col de Vars, de Izoard en de Galibier. Na de Galibier volgde een afdaling naar de finish in Valloire. 
| Embrun – Valloire (208 km) |                   |                    |          |
| Plaats                     | Naam              | Ploeg              | Tijd     |
| 1                          | Nairo Quintana    | Movistar Team      | 5u34'15" |
| 2                          | Romain Bardet     | AG2R La Mondiale   | + 1'35"  |
| 3                          | Aleksej Loetsenko | Astana Pro Team    | + 2'28"  |
| 4                          | Lennard Kämna     | Team Sunweb        | + 2'58"  |
| 5                          | Damiano Caruso    | Bahrain-Merida     | + 3'00"  |
| 6                          | Tiesj Benoot      | Lotto Soudal       | + 4'46"  |
| 7                          | Michael Woods     | EF Education First | z.t.     |
| 8                          | Egan Bernal       | Team INEOS         | z.t.     |
| 9                          | Serge Pauwels     | CCC Team           | z.t.     |
| 10                         | Steven Kruijswijk | Team Jumbo-Visma   | + 5'18"  |

| Algemeen klassement |                    |                       |           |
| Plaats              | Naam               | Ploeg                 | Tijd      |
| 1                   | Julian Alaphilippe | Deceuninck–Quick-Step | 75u18'49" |
| 2                   | Egan Bernal        | Team INEOS            | + 1'30"   |
| 3                   | Geraint Thomas     | Team INEOS            | + 1'35"   |
| 4                   | Steven Kruijswijk  | Team Jumbo-Visma      | + 1'47"   |
| 5                   | Thibaut Pinot      | Groupama-FDJ          | + 1'50"   |
| 6                   | Emanuel Buchmann   | BORA-hansgrohe        | + 2'14"   |
| 7                   | Nairo Quintana     | Movistar Team         | + 3'54"   |
| 8                   | Mikel Landa        | Movistar Team         | + 4'54"   |
| 9                   | Rigoberto Urán     | EF Education First    | + 5'33"   |
| 10                  | Alejandro Valverde | Movistar Team         | + 5'58"   |
|                     |                    |                       |           |
| 17                  | Xandro Meurisse    | Wanty-Gobert          | + 22'43"  |

1e etappe ·
2e etappe ·
3e etappe ·
4e etappe ·
5e etappe ·
6e etappe ·
7e etappe ·
8e etappe ·
9e etappe ·
10e etappe ·
11e etappe ·
12e etappe ·
13e etappe ·
14e etappe ·
15e etappe ·
16e etappe ·
17e etappe ·
18e etappe ·
19e etappe ·
20e etappe ·
21e etappe
Startlijst · Eindstanden · Afbeeldingen